# Josep Pascual i Massaguer
Josep Pascual i Massaguer   (l'Estartit, 5 de juliol de 1950) és un enginyer tècnic agrícola especialitzat en topografia conegut també per la seva afició a la meteorologia, que va iniciar d'adolescent. També és un instrumentista de tenora i compositor de sardanes.

## Trajectòria
És responsable de l'Estació Meteorològica i Marina de l'Estartit des de la seva creació l'any 1969. Com a observador del mar du a terme mesures sobre la temperatura i la pujada del nivell del mar de manera continuada des de fa més de 50 anys. Efectua els mesuraments sempre a una milla marina enfora de les illes Medes, a l'Estartit, fins a 80 m de fondària. És considerat un expert i un referent a nivell mundial pel que fa a l'evidència dels efectes del canvi climàtic al mar i a la seva temperatura. La seva sèrie és la més llarga de tota la Mediterrània i una de les més llargues i completes d'arreu del món, fet que li dona un valor excepcional per a qualsevol estudi climàtic. A partir d'una iniciativa seva, l'any 2020 el CSIC va ampliar les seves mesures amb la instal·lació d'una estació oceanogràfica automàtica.
La seva zona d'estudi, la costa de l'Estartit i les illes Medes, es considera un «punt calent climàtic» per a vigilar la Mediterrània ja que és a l'extrem sud d'una plataforma continental relativament estreta, just a la sortida del golf de Lleó, el qual està sotmès a la influència dels vents del nord, especialment a l'hivern. Les seves observacions oceanogràfiques han permès conèixer les tendències bàsiques, amb nivells de confiança del 99%, fet que ha evidenciat que el 2024 la temperatura de l'aire augmenta una mitjana de 0,05º per any; la temperatura de la superfície del mar augmenta de 0,03º per any; la temperatura del mar a una profunditat de 80 metres augmenta a un ritme mitjà de 0,02º per any; el nivell del mar augmenta a un ritme de 3,3 mm per any; la platja de l'Estartit recula mig metre cada any des del 1993. La forta concordança entre les mesures recollides per satèl·lit a la zona i les facilitades per Josep Pascual valida les observacions del programa Argo, per la qual cosa ha rebut el reconeixement explícit de la NASA.

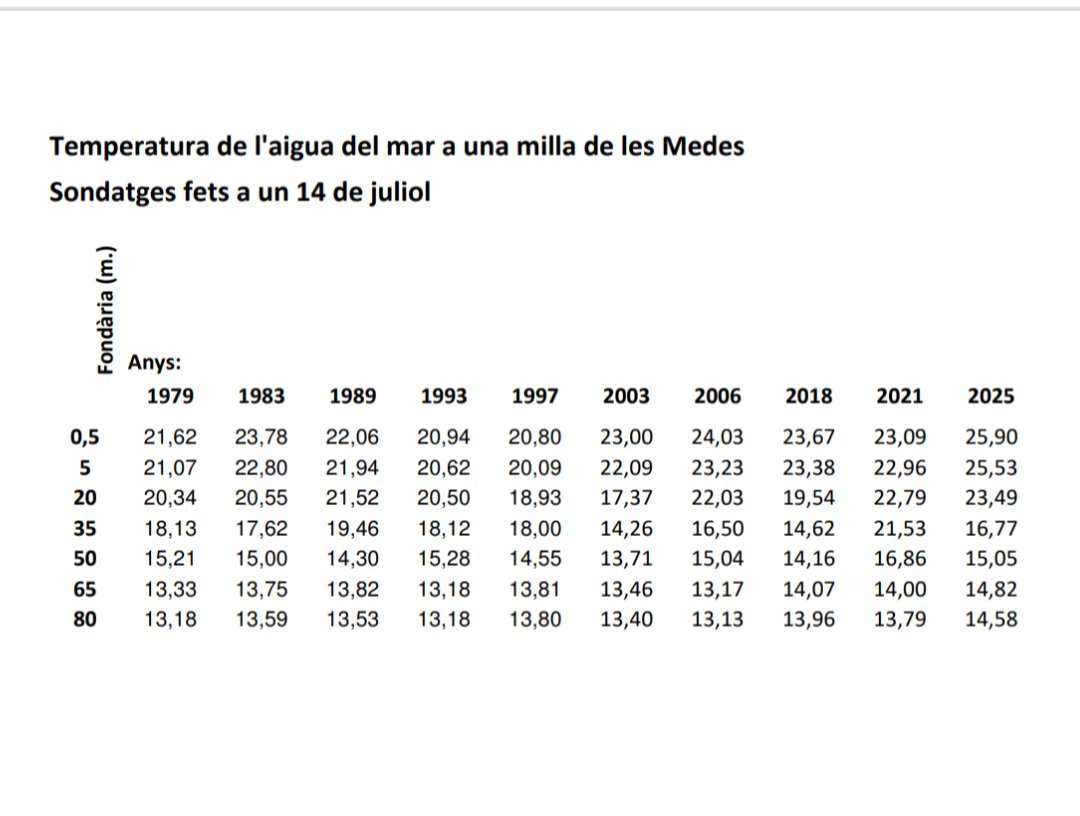
Temperatura de l'aigua del mar 1979-2025

El juliol del 2025, arran de les elevades temperatures, les seves observacions meteorològiques i els mesuraments de la temperatura de l'aigua del mar han estat esmentats reiteradament en els mitjans de comunicació, com ara el Telenotícies de TV3, per documentar el caràcter extraordinari dels valors que ha obtingut. Pascual ha reportat una temperatura de 26,84 ºC, el valor més alt mesurat al juliol a l'Estartit des que es prenen registres (1974), dada que supera l'anterior rècord del 23 de juliol del 2023, quan es van mesurar 26,06 ºC. La diferència és molt rellevant: gairebé 0,8 ºC i, a més, se situa 4 ºC per sobre de la mitjana.